# Martin McNulty Crane
Martin McNulty Crane, född 17 november 1855 i Grafton i Virginia (i nuvarande West Virginia), död 3 augusti 1943, var en amerikansk demokratisk politiker. Han var Texas viceguvernör 1893–1895.
Cranes mor dog när han var fyra år gammal. Därefter bodde han först i Kentucky och sedan i Tennessee. Till Texas flyttade han i 17-årsåldern och 1877 inledde han sin karriär som advokat. År 1879 gifte han sig med Eulla Olatia Taylor och paret fick fem döttrar och tre söner. År 1890 valdes han till delstatens senat och två år senare till viceguvernör. Crane efterträddes 1895 som viceguvernör av George Taylor Jester. Mellan 1895 och 1899 tjänstgjorde han sedan som delstatens justitieminister.